# VM i fodbold 2002
VM i fodbold 2002 var den 17. slutrunde om verdensmesterskabet i fodbold og blev afviklet i Sydkorea og Japan i perioden 31. maj – 30. juni 2002.
Værtsskabet for slutrunden blev afgjort af FIFA ved et møde i maj 1996 i Zürich, hvor det blev besluttet at VM for første gang skulle afholdes i to lande, hvilket medførte at hele tre hold var automatisk kvalificerede til slutrunden (Sydkorea og Japan som værter og Frankrig som forsvarende mester). Derudover var VM 2002 det første VM uden for Europa og Amerika.
Nogle af forhåndfavoritterne, Frankrig, Portugal og Argentina, blev overraskende slået ud i den indledende runde. Og andre favorithold som Italien og Spanien blev slået af Sydkorea i slutspillet. Turneringen blev til gengæld en stor succes for værtslandene, der begge vandt deres indledende grupper, og Sydkorea nåede meget overraskende (og som det første asiatiske hold nogensinde) semifinalerne. Særligt bemærkelsesværdigt var entusiasmen og kampgejsten hos de "Røde Djævle", kælenavnet for det sydkoreanske landshold. Og under mesterskabet blev hele nationen omdannet til et rødt hav af fodboldtrøjer, hvilket bl.a. var drivkraften bag Sydkoreas hjemmebanefordel.
Mesterskabet blev vundet af Brasilien (for femte gang), der slog Tyskland 2-0 i finalen – de to holds første møde nogensinde ved en VM-slutrunde. Tyrkiet vandt bronze efter at have vundet 3-2 over Sydkorea i bronzekampen.
Ronaldo, der havde spillet en ualmindeligt dårlig finale fire år tidligere, scorede begge målene i finalen og blev folkehelt i Brasilien. Han blev også turneringens topscorer med i alt otte mål – det højeste antal i en VM-slutrunde siden Gerd Müller scorede 10 gange ved VM i Mexico 1970.
For første gang i VM's historie nåede hold fra både Europa, Nordamerika, Sydamerika, Afrika og Asien til kvartfinalen. Fire hold deltog i en VM-slutrunde for første gang: Ecuador, Kina, Senegal og Slovenien.

## Hold
Følgende 32 hold, opdelt efter konføderation, kvalificerede sig til slutrunden. Den forsvarende verdensmester, Frankrig, og de to værtslande, Sydkorea og Japan, var automatisk kvalificerede til slutrunden og deltog derfor ikke i kvalifikationen.
| Europa (UEFA) - Belgien - Danmark - England - Frankrig (forsvarende mester) - Irland - Italien - Kroatien - Polen - Portugal - Rusland - Slovenien (første VM-slutrunde) - Spanien - Sverige - Tyrkiet - Tyskland Sydamerika (CONMEBOL) - Argentina - Brasilien - Ecuador (første VM-slutrunde) - Paraguay - Uruguay | Afrika (CAF) - Cameroun - Nigeria - Senegal (første VM-deltagelse) - Sydafrika - Tunesien Asien (AFC) - Kina (første VM-slutrunde) - Japan (værtsland) - Saudi-Arabien - Sydkorea (værtsland) Nord- og Mellemamerika samt Caribien (CONCACAF) - Costa Rica - Mexico - USA Oceanien (OFC) - Intet hold. |

Se også kvalifikation til VM i fodbold 2002.

## Resultater
De 32 hold blev inddelt i 8 grupper á 4 hold, der spillede alle mod alle. De to bedste hold fra hver gruppe gik videre til ottendedelsfinalerne. Gruppe A-D spillede i Sydkorea, mens gruppe E-H var placeret i Japan.

### Indledende runde
| Dato  | Kamp               | Res. | By      | Tilsk. |
| ----- | ------------------ | ---- | ------- | ------ |
| 31.5. | Frankrig - Senegal | 0-1  | Seoul   | 62.561 |
| 1.6.  | Uruguay - Danmark  | 1-2  | Ulsan   | 30.157 |
| 6.6.  | Danmark - Senegal  | 1-1  | Daegu   | 43.500 |
| 6.6.  | Frankrig - Uruguay | 0-0  | Busan   | 38.289 |
| 11.6. | Danmark - Frankrig | 2-0  | Incheon | 48.100 |
| 11.6. | Senegal - Uruguay  | 3-3  | Suwon   | 33.681 |

| Gruppe A | Kampe | Mål | Point |
| -------- | ----- | --- | ----- |
| Danmark  | 3     | 5-2 | 7     |
| Senegal  | 3     | 5-4 | 5     |
| Uruguay  | 3     | 4-5 | 2     |
| Frankrig | 3     | 0-3 | 1     |

| Dato  | Kamp                  | Res. | By       | Tilsk  |
| ----- | --------------------- | ---- | -------- | ------ |
| 2.6.  | Paraguay - Sydafrika  | 2-2  | Busan    | 25.186 |
| 2.6.  | Spanien - Slovenien   | 3-1  | Gwangju  | 28.598 |
| 7.6.  | Spanien - Paraguay    | 3-1  | Jeonju   | 24.000 |
| 8.6.  | Sydafrika - Slovenien | 1-0  | Daegu    | 47.226 |
| 12.6. | Sydafrika - Spanien   | 2-3  | Daejeon  | 31.024 |
| 12.6. | Slovenien - Paraguay  | 1-3  | Seogwipo | 30.176 |

| Gruppe B  | Kampe | Mål | Point |
| --------- | ----- | --- | ----- |
| Spanien   | 3     | 9-4 | 9     |
| Paraguay  | 3     | 6-6 | 4     |
| Sydafrika | 3     | 5-5 | 4     |
| Slovenien | 3     | 2-7 | 0     |

| Dato  | Kamp                   | Res. | By       | Tilsk. |
| ----- | ---------------------- | ---- | -------- | ------ |
| 3.6.  | Brasilien - Tyrkiet    | 2-1  | Ulsan    | 33.842 |
| 4.6.  | Kina - Costa Rica      | 0-2  | Gwangju  | 27.217 |
| 8.6.  | Brasilien - Kina       | 4-0  | Seogwipo | 36.750 |
| 9.6.  | Costa Rica - Tyrkiet   | 1-1  | Incheon  | 42.299 |
| 13.6. | Costa Rica - Brasilien | 2-5  | Suwon    | 38.524 |
| 13.6. | Tyrkiet - Kina         | 3-0  | Seoul    | 43.605 |

| Gruppe C   | Kampe | Mål  | Point |
| ---------- | ----- | ---- | ----- |
| Brasilien  | 3     | 11-3 | 9     |
| Tyrkiet    | 3     | 5-3  | 4     |
| Costa Rica | 3     | 5-6  | 4     |
| Kina       | 3     | 0-9  | 0     |

| Dato  | Kamp                | Res. | By      | Tilsk. |
| ----- | ------------------- | ---- | ------- | ------ |
| 4.6.  | Sydkorea - Polen    | 2-0  | Busan   | 48.760 |
| 5.6.  | USA - Portugal      | 3-2  | Suwon   | 37.306 |
| 10.6. | Sydkorea - USA      | 1-1  | Daegu   | 60.778 |
| 10.6. | Portugal - Polen    | 4-0  | Jeonju  | 31.000 |
| 14.6. | Polen - USA         | 3-1  | Daejeon | 26.482 |
| 14.6. | Portugal - Sydkorea | 0-1  | Incheon | 50.239 |

| Gruppe D | Kampe | Mål | Point |
| -------- | ----- | --- | ----- |
| Sydkorea | 3     | 4-1 | 7     |
| USA      | 3     | 5-6 | 4     |
| Portugal | 3     | 6-4 | 3     |
| Polen    | 3     | 3-7 | 3     |

| Dato  | Kamp                     | Res. | By       | Tilsk. |
| ----- | ------------------------ | ---- | -------- | ------ |
| 1.6.  | Irland - Cameroun        | 1-1  | Niigata  | 33.679 |
| 1.6.  | Tyskland - Saudi-Arabien | 8-0  | Sapporo  | 32.218 |
| 5.6.  | Tyskland - Irland        | 1-1  | Ibaraki  | 35.854 |
| 6.6.  | Cameroun - Saudi-Arabien | 1-0  | Saitama  | 52.328 |
| 11.6. | Cameroun - Tyskland      | 0-2  | Shizuoka | 47.085 |
| 11.6. | Saudi-Arabien - Irland   | 0-3  | Yokohama | 65.320 |

| Gruppe E      | Kampe | Mål  | Point |
| ------------- | ----- | ---- | ----- |
| Tyskland      | 3     | 11-1 | 7     |
| Irland        | 3     | 5-2  | 5     |
| Cameroun      | 3     | 2-3  | 4     |
| Saudi-Arabien | 3     | 0-12 | 0     |

| Dato  | Kamp                | Res. | By      | Tilsk. |
| ----- | ------------------- | ---- | ------- | ------ |
| 2.6.  | Argentina - Nigeria | 1-0  | Ibaraki | 34.050 |
| 2.6.  | England - Sverige   | 1-1  | Saitama | 52.721 |
| 7.6.  | Sverige - Nigeria   | 2-1  | Kobe    | 36.194 |
| 7.6.  | Argentina - England | 0-1  | Sapporo |        |
| 12.6. | Sverige - Argentina | 1-1  | Miyagi  | 45.777 |
| 12.6. | Nigeria - England   | 0-0  | Osaka   | 44.864 |

| GRUPPE F  | Kampe | Mål | Point |
| --------- | ----- | --- | ----- |
| Sverige   | 3     | 4-3 | 5     |
| England   | 3     | 2-1 | 5     |
| Argentina | 3     | 2-2 | 4     |
| Nigeria   | 3     | 1-3 | 1     |

| Dato  | Kamp               | Res. | By       | Tilsk. |
| ----- | ------------------ | ---- | -------- | ------ |
| 3.6.  | Kroatien - Mexico  | 0-1  | Niigata  | 32.239 |
| 3.6.  | Italien - Ecuador  | 2-0  | Sapporo  | 31.081 |
| 8.6.  | Italien - Kroatien | 1-2  | Ibaraki  | 36.472 |
| 9.6.  | Mexico - Ecuador   | 2-1  | Miyagi   | 45.610 |
| 13.6. | Ecuador - Kroatien | 1-0  | Yokohama | 65.862 |
| 13.6. | Mexico - Italien   | 1-1  | Oita     | 39.291 |

| Gruppe G | Kampe | Mål | Point |
| -------- | ----- | --- | ----- |
| Mexico   | 3     | 4-2 | 7     |
| Italien  | 3     | 4-3 | 4     |
| Kroatien | 3     | 2-3 | 3     |
| Ecuador  | 3     | 2-4 | 3     |

| Dato  | Kamp               | Res. | By       | Tilsk. |
| ----- | ------------------ | ---- | -------- | ------ |
| 4.6.  | Japan - Belgien    | 2-2  | Saitama  | 55.256 |
| 5.6.  | Rusland - Tunesien | 2-0  | Kobe     | 30.957 |
| 9.6.  | Japan - Rusland    | 1-0  | Yokohama | 66.108 |
| 10.6. | Tunesien - Belgien | 1-1  | Oita     | 39.700 |
| 14.6. | Belgien - Rusland  | 3-2  | Shizuoka | 46.640 |
| 14.6. | Tunesien - Japan   | 0-2  | Osaka    | 45.213 |

| Gruppe H | Kampe | Mål | Point |
| -------- | ----- | --- | ----- |
| Japan    | 3     | 5-2 | 7     |
| Belgien  | 3     | 6-5 | 5     |
| Rusland  | 3     | 4-4 | 3     |
| Tunesien | 3     | 1-5 | 1     |

## Slutspil
| Dato               | Kamp                                | Res.     | By       | Tilsk. |
| ------------------ | ----------------------------------- | -------- | -------- | ------ |
| Ottendedelsfinaler |                                     |          |          |        |
| 15.6.              | Tyskland – Paraguay                 | 1-0      | Seogwipo | 25.176 |
| 15.6.              | Danmark – England                   | 0-3      | Niigata  | 40.582 |
| 16.6.              | Sverige – Senegal                   | 1-2 egg. | Oita     | 39.747 |
| 16.6.              | Spanien – Irland                    | 1-1 efs. | Suwon    | 38.926 |
|                    | Spanien vandt 3-2 på straffespark.  |          |          |        |
| 17.6.              | Mexico – USA                        | 0-2      | Jeonju   | 36.380 |
| 17.6.              | Brasilien – Belgien                 | 2-0      | Kobe     | 40.440 |
| 18.6.              | Japan – Tyrkiet                     | 0-1      | Miyagi   | 45.666 |
| 18.6.              | Sydkorea – Italien                  | 2-1 egg. | Daejon   | 38.588 |
| Kvartfinaler       |                                     |          |          |        |
| 21.6.              | England – Brasilien                 | 1-2      | Shizuoka | 47.436 |
| 21.6.              | Tyskland – USA                      | 1-0      | Ulsan    | 37.337 |
| 22.6.              | Spanien – Sydkorea                  | 0-0 efs. | Gwangju  | 42.114 |
|                    | Sydkorea vandt 5-3 på straffespark. |          |          |        |
| 22.6.              | Senegal – Tyrkiet                   | 0-1 egg. | Osaka    | 44.233 |
| Semifinaler        |                                     |          |          |        |
| 25.6.              | Tyskland – Sydkorea                 | 1-0      | Seoul    | 65.256 |
| 26.6.              | Brasilien – Tyrkiet                 | 1-0      | Saitama  | 61.058 |
| Bronzekamp         |                                     |          |          |        |
| 29.6.              | Sydkorea – Tyrkiet                  | 2-3      | Daegu    | 63.483 |
| Finale             |                                     |          |          |        |
| 30.6.              | Tyskland – Brasilien                | 0-2      | Yokohama | 69.029 |

- egg.: efter golden goal.
- efs.: efter forlænget spilletid.

## Slutstilling
| Nr | Land          | Score        | Beregningseksempel for Brasilien:                                     | Beregningseksempel for Brasilien:                                     | Beregningseksempel for Brasilien:                                     |
| -- | ------------- | ------------ | --------------------------------------------------------------------- | --------------------------------------------------------------------- | --------------------------------------------------------------------- |
| 01 | Brasilien     | 67,83291771% | 1 Tyrkiet (2-1):                                                      | 59,00130860 * (2+1) / (2+1+E) =                                       | 30,95404023                                                           |
| 02 | Tyskland      | 60,33508137% | 2 Kina (4-0):                                                         | 37,10639289 * (4+1) / (4+0+E) =                                       | 27,61598414                                                           |
| 03 | Tyrkiet       | 59,00130860% | 3 Costa Rica (5-2):                                                   | 51,81532715 * (5+1) / (5+2+E) =                                       | 31,99042468                                                           |
| 04 | Spanien       | 57,29774189% | 4 Belgien (2-0):                                                      | 49,81708218 * (2+1) / (2+0+E) =                                       | 31,67492998                                                           |
| 05 | Sydkorea      | 57,14026985% | 5 England (2-1):                                                      | 56,86112931 * (2+1) / (2+1+E) =                                       | 29,83123131                                                           |
| 06 | England       | 56,86112931% | 6 Tyrkiet (1-0):                                                      | 59,00130860 * (1+1) / (1+0+E) =                                       | 31,73579159                                                           |
| 07 | Irland        | 54,09998948% | 7 Tyskland (2-0):                                                     | 60,33508137 * (2+1) / (2+0+E) =                                       | 38,36253337                                                           |
| 08 | USA           | 53,95625849% | Sum:                                                                  |                                                                       | 222,16493531                                                          |
| 09 | Japan         | 52,85599502% |                                                                       |                                                                       |                                                                       |
| 10 | Senegal       | 52,84805328% | Gennemsnit:                                                           | 222,16493531 / (7+1) =                                                | 27,77061691                                                           |
| 11 | Portugal      | 51,93711083% | Normlisering:                                                         | 27,77061691 * 3,0847653 =                                             | 85,66583542                                                           |
| 12 | Costa Rica    | 51,81532715% | Halvering mod 50:                                                     | (85,66583542 + 50) / 2 =                                              | 67,83291771                                                           |
| 13 | Sverige       | 51,80703090% |                                                                       |                                                                       |                                                                       |
| 14 | Italien       | 51,50786870% | Modstanderens procentscore ganges med, antal mål Brasilien scorer     | Modstanderens procentscore ganges med, antal mål Brasilien scorer     | Modstanderens procentscore ganges med, antal mål Brasilien scorer     |
| 15 | Sydafrika     | 51,06014542% | + 1, og divideres med kampens samlede mål + E (2,718281828...)        | + 1, og divideres med kampens samlede mål + E (2,718281828...)        | + 1, og divideres med kampens samlede mål + E (2,718281828...)        |
| 16 | Danmark       | 50,69092824% | Bemærk! 2-0 mod Tyskland er klart bedre end 4-0 mod Kina.             | Bemærk! 2-0 mod Tyskland er klart bedre end 4-0 mod Kina.             | Bemærk! 2-0 mod Tyskland er klart bedre end 4-0 mod Kina.             |
| 17 | Paraguay      | 50,12970249% | Summen af de 7 kampe divideres med antal kampe + 1.                   | Summen af de 7 kampe divideres med antal kampe + 1.                   | Summen af de 7 kampe divideres med antal kampe + 1.                   |
| 18 | Mexico        | 50,12535009% | Alle landes gennemsnit ganges med 3,0847653, for at det samlede       | Alle landes gennemsnit ganges med 3,0847653, for at det samlede       | Alle landes gennemsnit ganges med 3,0847653, for at det samlede       |
| 19 | Belgien       | 49,81708218% | gennemsnit bliver 50%. (I en anden turnering vil normaliseringstallet | gennemsnit bliver 50%. (I en anden turnering vil normaliseringstallet | gennemsnit bliver 50%. (I en anden turnering vil normaliseringstallet |
| 20 | Argentina     | 48,71942574% | være noget andet).                                                    | være noget andet).                                                    | være noget andet).                                                    |
| 21 | Rusland       | 48,09599053% | Sluttelig halveres tallet mod 50. Dette af hensyn til at egen bedrift | Sluttelig halveres tallet mod 50. Dette af hensyn til at egen bedrift | Sluttelig halveres tallet mod 50. Dette af hensyn til at egen bedrift |
| 22 | Uruguay       | 47,04394254% | skal veje tungere end modstanderes styrke; samt at udregningerne      | skal veje tungere end modstanderes styrke; samt at udregningerne      | skal veje tungere end modstanderes styrke; samt at udregningerne      |
| 23 | Cameroun      | 46,15805915% | overhovedet kan kalkuleres.                                           | overhovedet kan kalkuleres.                                           | overhovedet kan kalkuleres.                                           |
| 24 | Ecuador       | 45,36974783% | Grunden til, at der skal lægges 1 henholdsvis E til, er at belønne    | Grunden til, at der skal lægges 1 henholdsvis E til, er at belønne    | Grunden til, at der skal lægges 1 henholdsvis E til, er at belønne    |
| 25 | Kroatien      | 45,32294313% | målrige kampe, således at 3-3 giver mere end 0-0, at 5-0 giver mere   | målrige kampe, således at 3-3 giver mere end 0-0, at 5-0 giver mere   | målrige kampe, således at 3-3 giver mere end 0-0, at 5-0 giver mere   |
| 26 | Nigeria       | 45,10515117% | end 1-0, selvom holdet har scoret 100% af kampens mål i begge til-    | end 1-0, selvom holdet har scoret 100% af kampens mål i begge til-    | end 1-0, selvom holdet har scoret 100% af kampens mål i begge til-    |
| 27 | Polen         | 45,03792026% | fælde. Desuden skal det belønnes at spille mange kampe.               | fælde. Desuden skal det belønnes at spille mange kampe.               | fælde. Desuden skal det belønnes at spille mange kampe.               |
| 28 | Slovenien     | 42,62666457% |                                                                       |                                                                       |                                                                       |
| 29 | Tunesien      | 41,39265143% | Mål i forlænget spilletid medregnes, men ikke mål fra                 | Mål i forlænget spilletid medregnes, men ikke mål fra                 | Mål i forlænget spilletid medregnes, men ikke mål fra                 |
| 30 | Frankrig      | 41,29644651% | straffesparkskonkurrencer.                                            | straffesparkskonkurrencer.                                            | straffesparkskonkurrencer.                                            |
| 31 | Kina          | 37,10639289% |                                                                       |                                                                       |                                                                       |
| 32 | Saudi Arabien | 35,60537327% |                                                                       |                                                                       |                                                                       |

## Statistik

### Målscorer
8 mål
- Ronaldo

5 mål
- Rivaldo
- Miroslav Klose

4 mål
- Jon Dahl Tomasson
- Christian Vieri

3 mål
| - Michael Ballack - Robbie Keane - Marc Wilmots | - Pauleta - Papa Bouba Diop - Fernando Morientes | - Raúl - Henrik Larsson - İlhan Mansız |

2 goals
| - Ronaldinho - Rónald Gómez - Michael Owen - Junichi Inamoto - Jared Borgetti | - Nelson Cuevas - Henri Camara - Ahn Jung-Hwan - Fernando Hierro | - Ümit Davala - Hasan Şaş - Brian McBride - Landon Donovan |

1 goal
| - Gabriel Batistuta - Hernán Crespo - Wesley Sonck - Peter Van Der Heyden - Johan Walem - Edmílson - Júnior - Roberto Carlos - Samuel Eto'o - Patrick M'Boma - Winston Parks - Paulo Wanchope - Mauricio Wright - Ivica Olić - Milan Rapaić - Dennis Rommedahl - Agustín Delgado - Edison Méndez - David Beckham - Sol Campbell - Rio Ferdinand - Emile Heskey - Oliver Bierhoff - Marco Bode - Carsten Jancker - Thomas Linke - Oliver Neuville | - Bernd Schneider - Gary Breen - Damien Duff - Matt Holland - Alessandro Del Piero - Hiroaki Morishima - Hidetoshi Nakata - Takayuki Suzuki - Hwang Sun-Hong - Lee Eul-Yong - Park Ji-Sung - Seol Ki-Hyeon - Song Chong-Gug - Yoo Sang-Chul - Cuauhtémoc Blanco - Gerardo Torrado - Julius Aghahowa - Francisco Arce - Jorge Campos - Roque Santa Cruz - Paweł Kryszałowicz - Emmanuel Olisadebe - Marcin Żewłakow - Beto - Rui Costa - Vladimir Beschastnykh | - Valery Karpin - Dmitri Sychev - Egor Titov - Salif Diao - Khalilou Fadiga - Milenko Ačimovič - Sebastjan Cimirotič - Quinton Fortune - Benni McCarthy - Teboho Mokoena - Siyabonga Nomvethe - Lucas Radebe - Gaizka Mendieta - Juan Carlos Valerón - Niclas Alexandersson - Anders Svensson - Raouf Bouzaiene - Emre Belözoğlu - Bülent Korkmaz - Hakan Şükür - Clint Mathis - John O'Brien - Diego Forlán - Richard Morales - Álvaro Recoba - Darío Rodríguez |

Selvmål
- Jorge Costa (for USA)
- Carles Puyol (for Paraguay)
- Jeff Agoos (for Portugal)

## Stadioner
VM blev afviklet på 20 forskellige stadioner – det højeste antal nogensinde ved en VM-slutrunde. De 20 stadioner var fordelt med 10 stadioner i hvert land.
| SYDKOREA | SYDKOREA                  | SYDKOREA  |
| By       | Stadion                   | Kapacitet |
| -------- | ------------------------- | --------- |
| Daegu    | Blue Arc                  | 68.014    |
| Seoul    | Sangam Stadium            | 63.961    |
| Busan    | Busan Asiad Stadium       | 55.982    |
| Incheon  | Incheon World Cup Stadium | 52.179    |
| Ulsan    | Munsu Stadium             | 43.550    |
| Suwon    | Big Bird Stadium          | 43.188    |
| Gwangju  | Gwangju World Cup Stadium | 42.880    |
| Jeonju   | Jeonju Castle             | 42.391    |
| Seogwipo | Jeju World Cup Stadium    | 42.256    |
| Daejeon  | Purple Arena              | 40.407    |

| JAPAN    | JAPAN                 | JAPAN     |
| By       | Stadion               | Kapacitet |
| -------- | --------------------- | --------- |
| Yokohama | International Stadium | 70.000    |
| Saitama  | Saitama Stadium       | 63.000    |
| Shizuoka | Ecopa Stadium         | 50.600    |
| Osaka    | Nagai Stadium         | 50.000    |
| Miyagi   | Miyagi Stadium        | 49.000    |
| Oita     | Stadium Big Eye       | 43.000    |
| Niigata  | Stadium Big Swan      | 42.300    |
| Sapporo  | Sapporo Dome          | 42.000    |
| Ibaraki  | Kashima Stadium       | 42.000    |
| Kobe     | Wing Stadium          | 42.000    |